# コシャン (義王)
コシャン（モンゴル語: Qošang、生没年不詳）は、モンゴル帝国（大元ウルス）の皇族の一人。第5代皇帝クビライ・カアンの孫の威順王コンチェク・ブカの息子で、ウカアト・カアン（順帝トゴン・テムル）の側近としてボロト・テムル暗殺などに従事した事で知られる。『元史』などの漢文史料における表記は和尚。

## 概要
コシャンの祖父のトガンは「鎮南王」という王号が示すように南方の鎮撫を委ねられた皇族であり、その息子達も主にマンジ（旧南宋領）を主な活躍の場としていたが、コシャンのみはウカアト・カアン（順帝トゴン・テムル）の側近として一族を離れ活動していた。コシャンはウカアト・カアンの側近として信頼されており、「義王」に封ぜられて常にウカアト・カアンの側近くにあって行動をともにしていたという。
至正24年（1364年）、かねてより河南軍閥のココ・テムルと朝廷における主導権争いをしていた山西軍閥のボロト・テムルは首都の大都を軍事占領し、自らは中書右丞相（中書省の長）を称して朝廷を掌握した。しかし、カアンを軽視して独裁的に権力を振るうボロト・テムルに対する反発は根強く、コシャンはしばしばボロト・テムルを取り除くようウカアト・カアンに奏上していた。
その後、遂にウカアト・カアンよりボロト・テムル討伐の密旨を受けたコシャンは儒士の徐士本と組み、実行犯として上都馬・金ノカイ（那海）・バヤンダル（伯顔達児）・テグスブカ（帖古思不花）・火你忽都・洪宝宝・黄カラバト（哈剌八禿）・龍従雲らを集め、ボロト・テムル暗殺計画を立てた。
至正25年（1365年）7月、ボロト・テムルが上奏のために延春閣に至った時、かねてからの計画通りまずバヤンダルがボロト・テムルの頭に切りつけ、また上都馬らが取り囲んで滅多刺しにしたことでボロト・テムルは殺された。
しかし、ボロト・テムルをめぐる内乱によって大元ウルスの統制力は更に低下し、至正28年（1368年）には江南一帯を平定した朱元璋が明朝を建国し、大都攻略のために大軍勢を派遣する事態となった。ここに至ってウカアト・カアンは大都に籠城せずモンゴル高原に撤退することを決定し、大都の残留部隊司令官にコシャンの叔父の淮王テムル・ブカを任命し、コシャンも大都に残留し叔父を補佐することになった。大都の陥落時にテムル・ブカは戦死し、コシャンは逃れたと伝えられているが、その後の活動については記録がない。

## 鎮南王トガン家
- セチェン・カアン（世祖クビライ）
  - 鎮南王トガン（Toγan ＞脱歓/tuōhuān,توقان/Tūqān）
    - 鎮南王ラオジャン（Laoǰang ＞老章/lǎozhāng,لاوجانگ/Lāujāng）
    - 鎮南王トク・ブカ（Toq Buqa ＞脱不花/tuōbùhuā）
      - 鎮南王ボロト・ブカ（Bolot Buqa ＞孛羅不花/bóluōbùhuā）
        - ダイシンヌ（Daišingnu ＞大聖奴/dàishèngnú）

    - 威順王コンチェク・ブカ（Könček Buqa ＞寛徹普化/kuānchèpŭhuà）
      - ベク・テムル（Bek temür ＞別帖木児/biétièmùér）
      - ダイ・テムル（Dai temür ＞答帖木児/dátièmùér）
      - バウエンヌ（Bau’ennu ＞報恩奴/bàoēnnú）
      - ゼデイヌ（Dzedeinü ＞接待奴/jiēdàinú）
      - 義王コシャン（Qošang ＞和尚/héshàng）

    - 淮王テムル・ブカ（Temür Buqa ＞帖木児不花/tièmùérbùhuā）
    - 文済王マンジ（Manzi ＞蛮子/mánzǐ）
      - 文済王ブカ・テムル（Buqa Temür ＞不花帖木児/bùhuātièmùér）

    - 宣徳王ブダシリ（Budaširi ＞不答失里/bùdāshīlǐ）